# Аксонометричний масштаб
Аксонометричний масштаб — система аксонометричних осей, градуйованих відповідно до прийнятих умов проєктування (S, Т, U, р, q, r) чисельним масштабом зображення. Тут S, T, U — кути між астрономічними осями, обчислюються за значеннями р, q, r (показники спотворення уздовж координатних осей) чи беруться з відповідних таблиць курсів по нарисній геометрії.